# فینال جام حذفی فوتبال انگلستان ۱۹۰۶

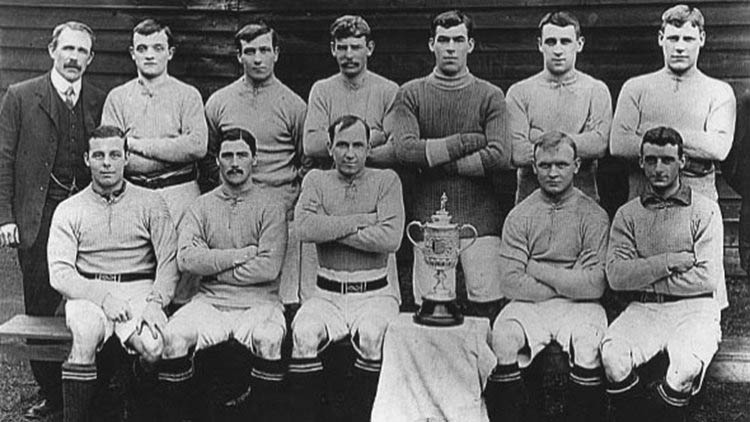
تصویر تیمی اورتون هنگام قهرمانی

فینال جام حذفی فوتبال انگلستان ۱۹۰۶، رقابت پایانی جام حذفی فوتبال انگلستان در سال ۱۹۰۶ میلادی است که مابین دو تیم باشگاه فوتبال اورتون و باشگاه فوتبال نیوکاسل یونایتد در کریستال پالاس لندن برگزار شده‌است.
این مسابقه که در تاریخ ۲۱ آوریل ۱۹۰۶ انجام شده‌است با نتیجه ۱ بر ۰ به سود تیم باشگاه فوتبال اورتون به پایان رسید.